# 越中島貨物駅
越中島貨物駅（えっちゅうじまかもつえき）は、東京都江東区塩浜二丁目にある東日本旅客鉄道（JR東日本）・日本貨物鉄道（JR貨物）総武本線（越中島支線）の駅である。
JR東日本の駅であるが旅客設備は無く、旅客列車の発着も無い。過去に旅客列車が入線したことはある。

## 概要

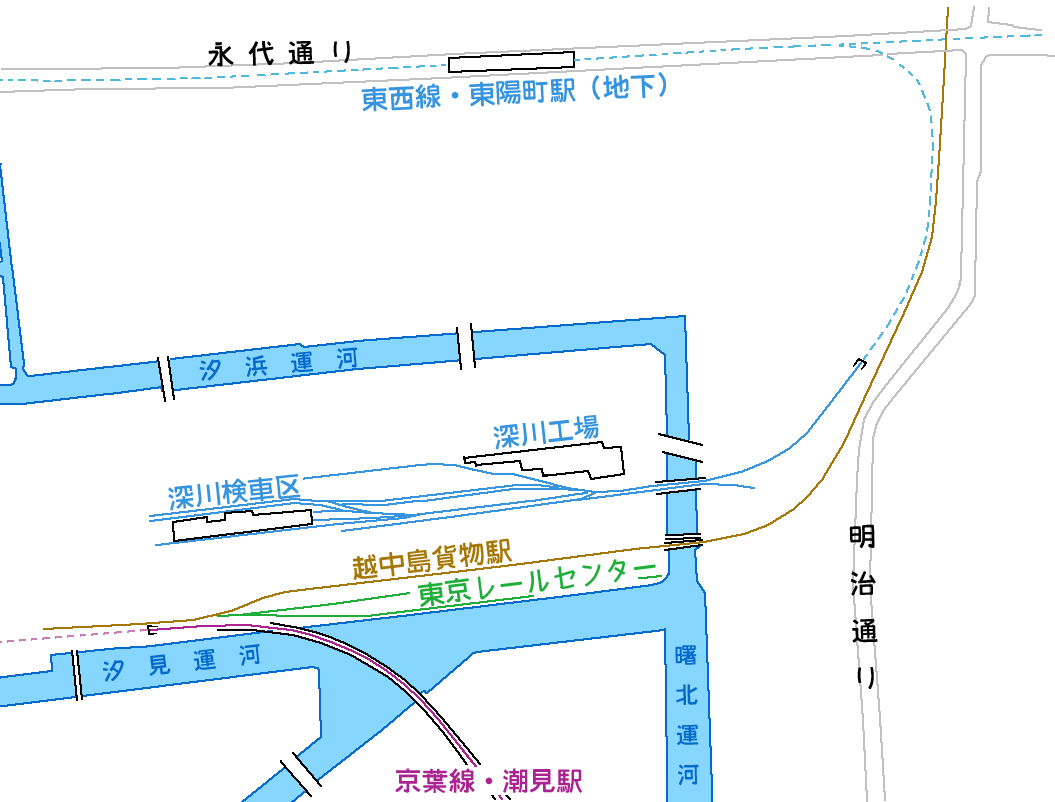
江東区塩浜付近の鉄道施設(概要）

当駅を発着するのは、構内にあるJR東日本東京レールセンターから発送されるレールを輸送するため、JR東日本が運行する工事列車と、JR貨物が自社使用及び他社より受託している（JR東日本が日本製鉄から調達する150mロングレールの搬入を含む）レール輸送用の臨時貨物列車のみである。かつて設定されていた定期貨物列車は1997年に廃止になっている。
取り扱い貨物の減少等により、現在の敷地面積は全盛期の半分以下にまで縮小されており、かつての貨物駅敷地はジェイアールバス関東東京支店や住宅地、駐車場などに転用されている。
1990年（平成2年）までは越中島駅と称していたが、京葉線に新しく越中島駅ができたことで越中島貨物駅に改称された。位置的には京葉線の越中島駅よりも潮見駅の方が近い。なお、当駅は江東区越中島ではなく同区塩浜にあるのに対し、京葉線の越中島駅は江東区越中島に所在している。
当駅付近で京葉線が新東京トンネルから地上に出る。京葉線が地上に出た地点の京葉下り線と当駅は接続されているが、保守車両用の乗越分岐器となっており、通常の列車が使用することはない（京葉線上下線間にも転線用に片渡りの乗越分岐器が設置されている）。

## 歴史

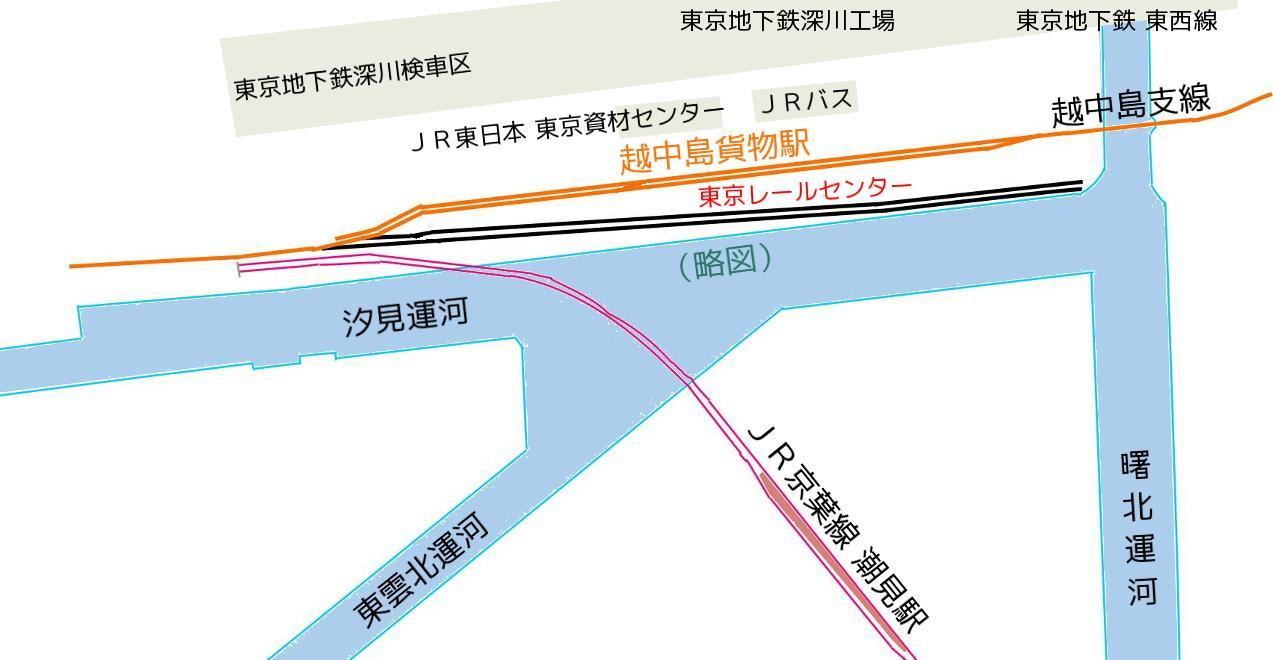
駅構内配線図（2009年11月作成）

かつては当駅より先、東京都港湾局所有の専用線（東京都港湾局専用線）が豊洲・晴海方面へ伸びていたが1989年に廃止された。一部軌道跡や鉄橋などが残っているが、近年では豊洲の一部地区の再開発などに伴い次第に消えつつある。

### 年表
- 1958年（昭和33年）11月10日：越中島駅として開業[1]。貨物駅[1]。
- 1968年（昭和43年）5月：東京液体化成品センター東京営業所が構内に完成。
- 1987年（昭和62年）
  - 3月31日：書類上旅客営業を開始、一般駅となる。
  - 4月1日：国鉄分割民営化により、JR東日本・JR貨物の駅となる[1]。
- 1989年（平成元年）2月10日：東京都港湾局専用線が全廃。
- 1990年（平成2年）3月10日：京葉線越中島駅開業に伴い、越中島貨物駅に改称[1]。
- 1997年（平成9年）10月22日：東京液体化成品センター東京営業所が川崎市へ移転。

工場で生産され貨車で送られてきた化学薬品を一旦タンクにて貯蔵、タンクローリーに詰め替える、という中継地として機能してきたが、コンテナ化に対応するため移転した。これにより当駅発着の定期貨物列車が廃止される。
- 2000年（平成12年）12月2日：小名木川駅の廃止に伴い、旧同駅構内の残留部分から当駅までの間を当駅構内に編入。
- 2011年（平成23年）
  - 3月11日：東北地方太平洋沖地震により周辺が液状化。駅構内はレールが浮き上がり不通になり、復旧作業が行われる。
  - 3月25日：運転再開。

## 東京レールセンター

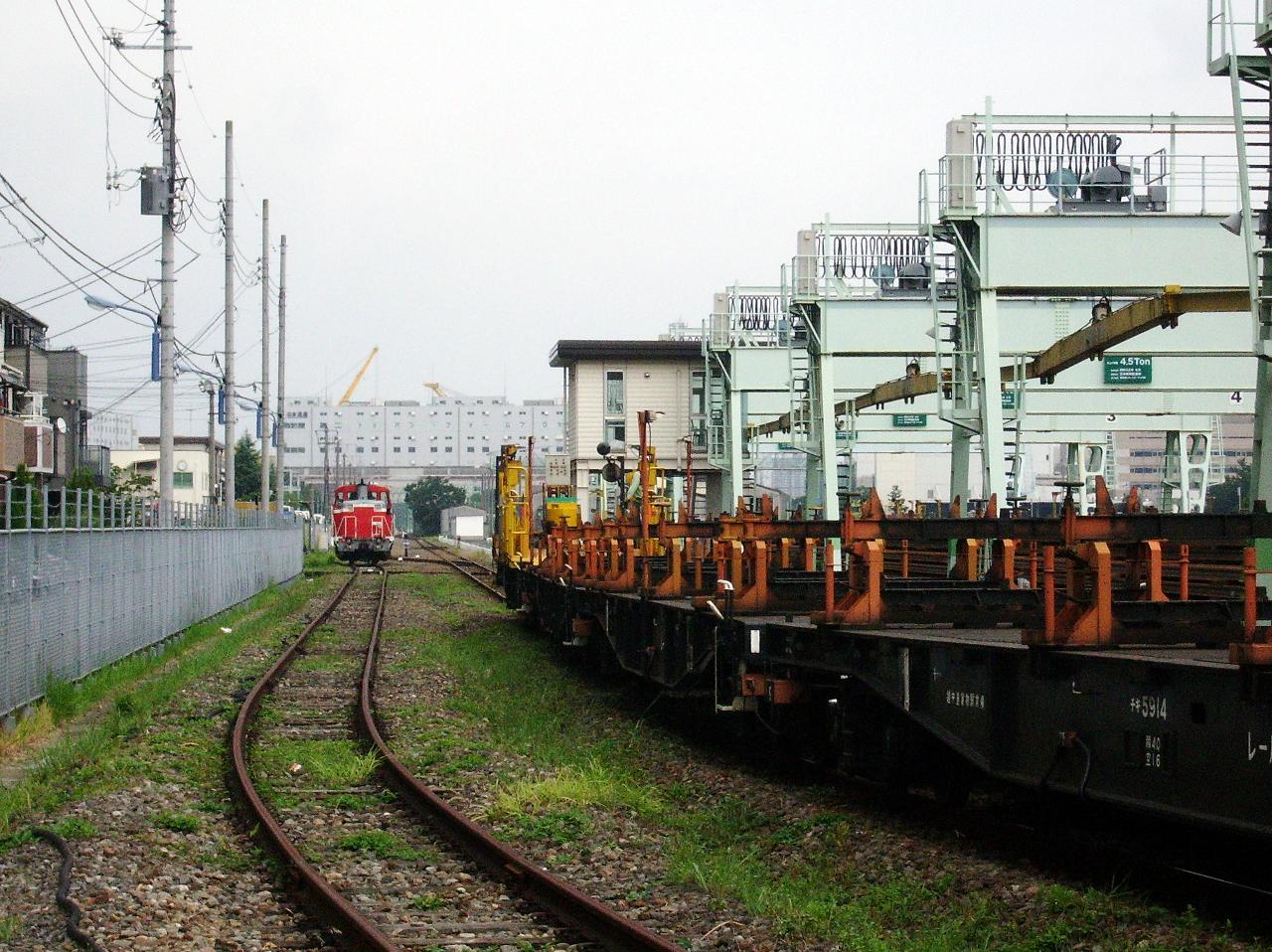
駅構内のDE10とチキ（2009年8月）

JR東日本が当センター内の岸壁で陸揚げする定尺レール、および日本製鉄九州製鉄所（八幡地区）からJR貨物の臨時貨物列車で輸送されてくるロングレールを各地に配送するための施設で、本貨物駅構内に併設されている。列車本数は1日3往復で、本貨物駅 - 新小岩信号場駅間の運行である。かつてロングレールの製作は本センター内で全溶が行っていた。敷地面積は56,563 m2、建物面積は2,029 m2。
船で入荷したレールの陸揚げと貨車への積み込みはジェイアール東日本物流塩浜物流センターが担当する。

## 利用状況
2023年度の車扱貨物の取扱量は発送737トン、到着972トンである。近年の年間発着トン数は下記の通り。
| 年度   | 総数       | 総数       | 車扱貨物   | 車扱貨物   | コンテナ貨物 | コンテナ貨物 | 出典   |
| 年度   | 発送トン数 | 到着トン数 | 発送トン数 | 到着トン数 | 発送トン数   | 到着トン数   | 出典   |
| ------ | ---------- | ---------- | ---------- | ---------- | ------------ | ------------ | ------ |
| 1990年 | 15,907     | 73,964     | 15,907     | 73,964     |              |              | [ 6 ]  |
| 1991年 | 21,344     | 76,096     | 21,344     | 76,096     |              |              | [ 7 ]  |
| 1992年 | 20,028     | 65,449     | 20,028     | 65,449     |              |              | [ 8 ]  |
| 1993年 | 15,558     | 62,212     | 15,558     | 62,212     |              |              | [ 9 ]  |
| 1994年 | 14,977     | 49,975     | 14,977     | 49,975     |              |              | [ 10 ] |
| 1995年 | 15,929     | 54,600     | 15,969     | 54,600     |              |              | [ 11 ] |
| 1996年 | 15,816     | 50,376     | 15,816     | 50,376     |              |              | [ 12 ] |
| 1997年 | 15,332     | 23,703     | 15,332     | 23,703     |              |              | [ 13 ] |
| 1998年 | 13,848     |            | 13,848     |            |              |              | [ 14 ] |
| 1999年 | 12,204     |            | 12,204     |            |              |              | [ 15 ] |
| 2000年 | 9,924      |            | 9,924      |            |              |              | [ 16 ] |
| 2001年 | 4,780      |            | 4,780      |            |              |              | [ 17 ] |
| 2002年 | 2,515      |            | 2,515      |            |              |              | [ 18 ] |
| 2003年 | 2,736      |            | 2,736      |            |              |              | [ 19 ] |
| 2004年 | 2,015      |            | 2,015      |            |              |              | [ 20 ] |
| 2005年 | 2,273      |            | 2,273      |            |              |              | [ 21 ] |
| 2006年 | 2,802      |            | 2,802      |            |              |              | [ 22 ] |
| 2007年 | 2,082      |            | 2,082      |            |              |              | [ 23 ] |
| 2008年 | 2,082      |            | 2,082      |            |              |              | [ 24 ] |
| 2009年 | 2,733      |            | 2,733      |            |              |              | [ 25 ] |
| 2010年 | 1,714      |            | 1,714      |            |              |              | [ 26 ] |
| 2011年 | 2,187      |            | 2,187      |            |              |              | [ 27 ] |
| 2012年 | 1,318      |            | 1,318      |            |              |              | [ 28 ] |
| 2013年 | 1,202      |            | 1,202      |            |              |              | [ 29 ] |
| 2014年 | 1,673      |            | 1,673      |            |              |              | [ 30 ] |
| 2015年 | 977        |            | 977        |            |              |              | [ 31 ] |
| 2016年 | 1,815      | 3,590      | 1,815      | 3,590      |              |              | [ 32 ] |
| 2017年 | 1,554      | 3,546      | 1,554      | 3,546      |              |              | [ 33 ] |
| 2018年 | 1,310      | 1,812      | 1,310      | 1,812      |              |              | [ 34 ] |
| 2019年 | 1,318      | 3,292      | 1,318      | 3,292      |              |              | [ 35 ] |
| 2020年 | 1,643      | 1,182      | 1,643      | 1,182      |              |              | [ 36 ] |
| 2021年 | 1,615      | 1,690      | 1,615      | 1,690      |              |              | [ 37 ] |
| 2022年 | 984        | 1,480      | 984        | 1,480      |              |              | [ 38 ] |
| 2023年 | 737        | 972        | 737        | 972        |              |              | [ 39 ] |

## 駅周辺
- 東京地下鉄 深川車両基地 - かつて当駅から新製車両の搬入が行われたが、その跡は残っていない。
- 東京地下鉄資材センター
- JR京葉線 潮見駅
- 汐見運河
- 汐浜運河
- 首都高速9号深川線
- 東京都道319号環状三号線（三ツ目通り）
- 東京都道306号王子千住夢の島線（明治通り）
- 塩浜通り
- 東京保健医療専門職大学
- 東京YMCAインターナショナルスクール
- 江東区立深川第八中学校
- ジェイアールバス関東東京支店
- ジェイアールバステック
- JR東日本物流塩浜物流センター
- 佐川急便城西営業所
- 江東区保健所
- 鈴木病院
- しおかぜ橋塩浜公園
- 塩浜公園

## ギャラリー

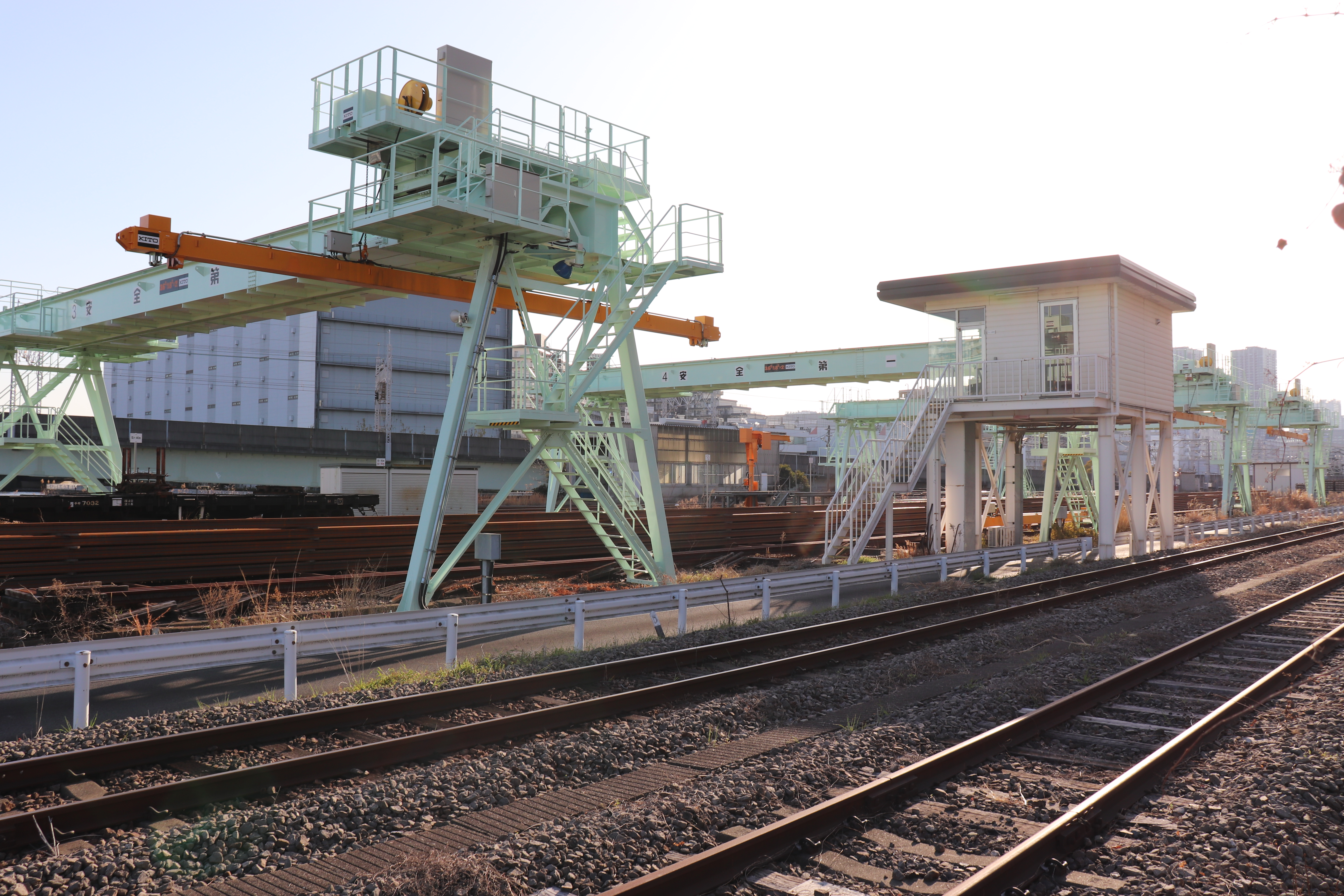
越中島貨物駅構内
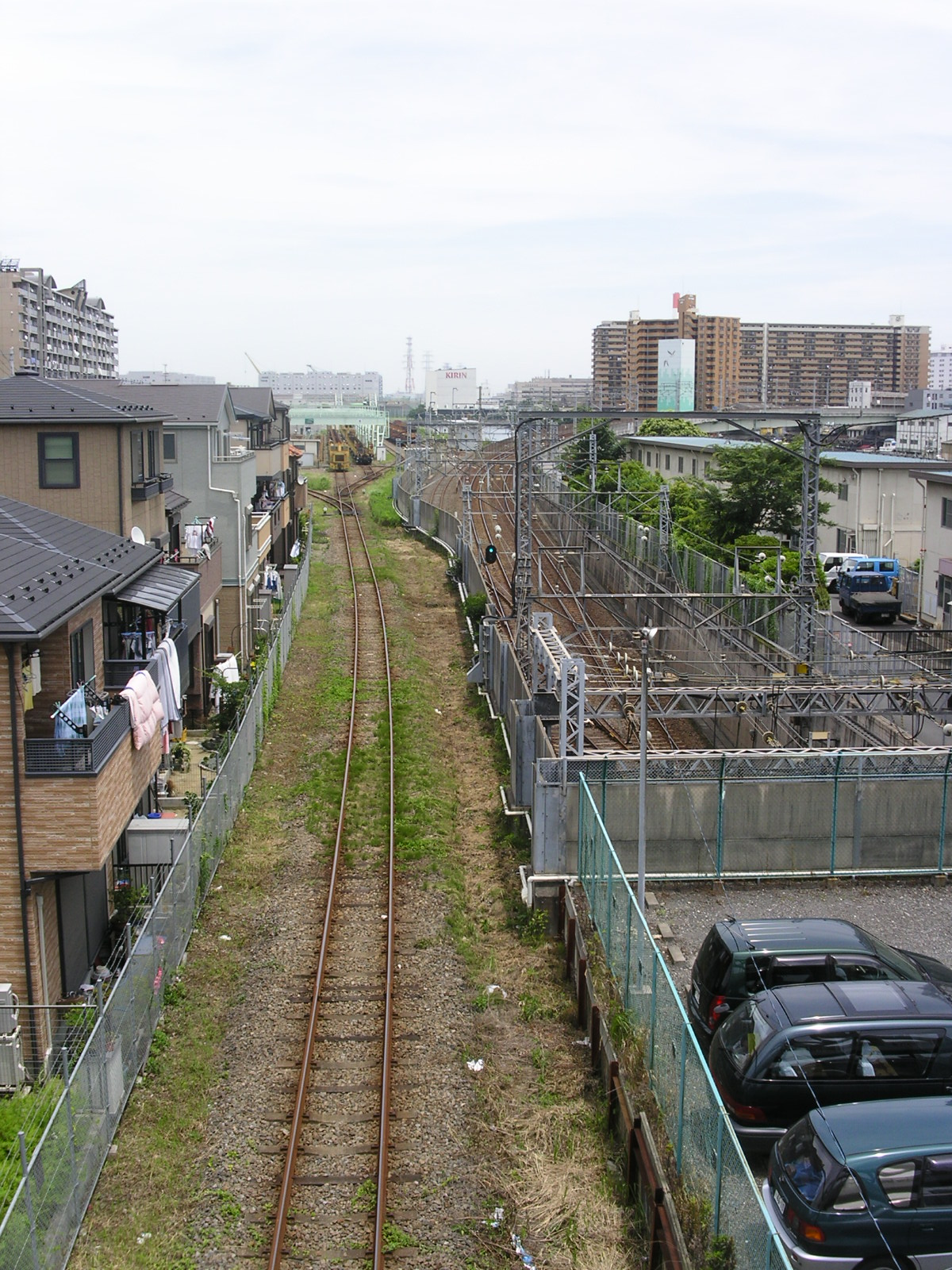
京葉線との並走区間。右は京葉線トンネル出口部分。
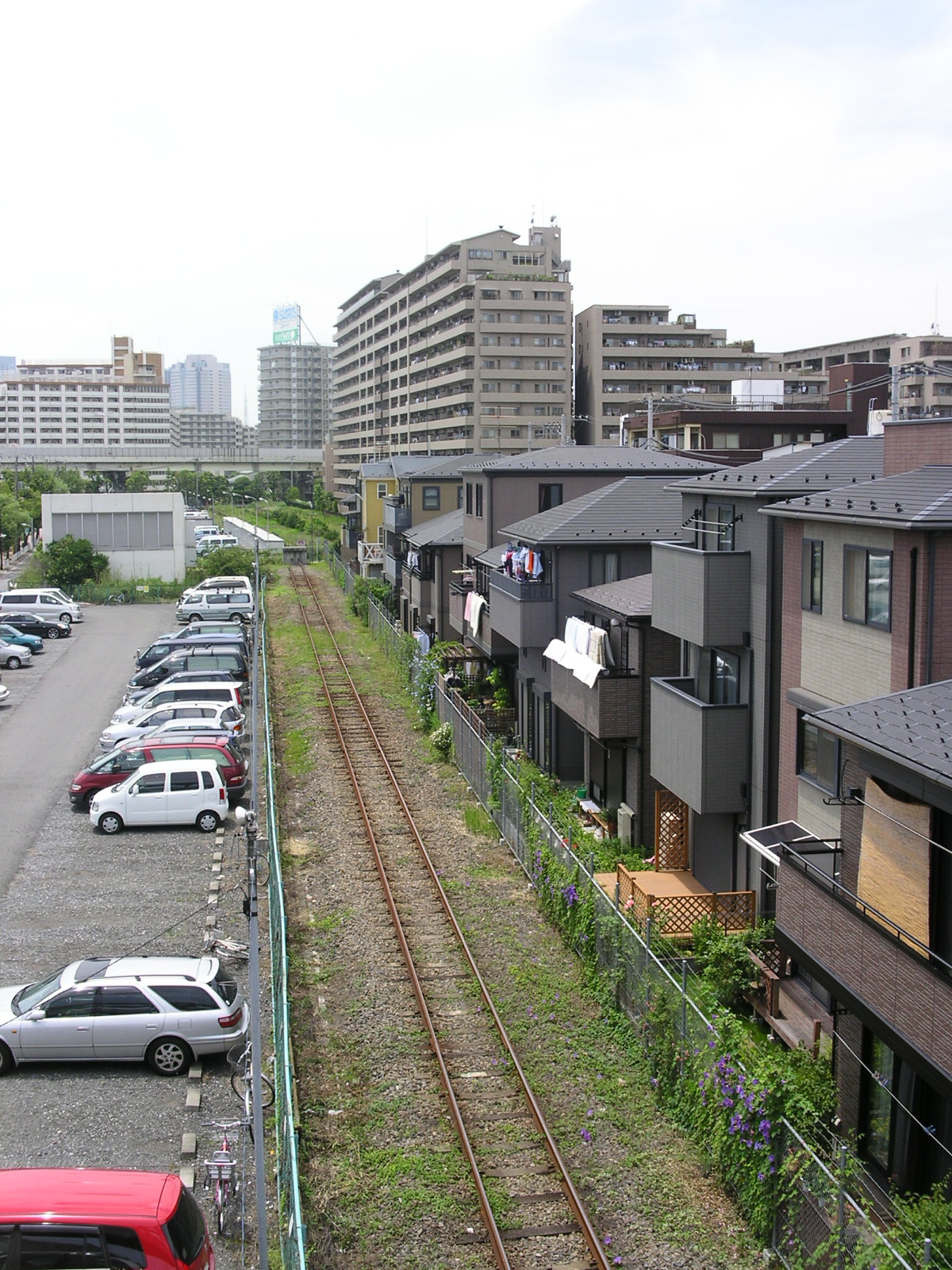
終端部 ここからかつて東京都港湾局専用線がのびていた

## 隣の駅
東日本旅客鉄道（JR東日本）・日本貨物鉄道（JR貨物）
総武本線（越中島支線）
新小岩信号場駅 - 小名木川駅（廃止） - 越中島貨物駅